# لینو توفولو
لینو توفولو (ایتالیایی: Lino Toffolo؛ ۳۱ دسامبر ۱۹۳۴ – ۱۶ مهٔ ۲۰۱۶) کمدین، خواننده-ترانه‌پرداز، مجری تلویزیون و بازیگر اهل ایتالیا بود.
از فیلم‌هایی که وی در آن نقش داشته‌است، می‌توان به مستأجر طبقه بالا، مسالینا، مسالینا!، پرستار، در عشق، هر لذتی با رنج همراه است، سیه‌پر نر، خوش به‌حال پولداران، ولگردها، تلفن سفید، تابستان زیبا، عشاق و دیگر وابستگان و عشاق و دیوانگان اشاره کرد.